# Alabama Department of Public Safety
Das Alabama Department of Public Safety ist eine Behörde Alabamas, die überwiegend verkehrsrechtliche Aufgaben wahrnimmt und die Alabama Highway Patrol, die Marine Patrol sowie eine Abteilung für Führerscheinangelegenheiten beinhaltet. Aufsichtsbehörde ist die 2015 neu gegründete Alabama Law Enforcement Agency (ALEA).

## Geschichte
Das Alabama Department of Public Safety wurde 1939 gegründet und ging aus der in 1936 gegründeten Alabama Highway Patrol hervor, die seitdem in das Department of Public Safety eingegliedert ist. Ursprüngliche Aufgaben, die bis heute fortbestehen, sind die Überwachung und Kontrolle des Kraftfahrzeugverkehrs sowie die Ausgabe von Fahrerlaubnissen. Von 1945 bis circa 1950 war das Alabama Department of Public Safety darüber hinaus für die Überwachung der Alkoholgesetze Alabamas zuständig. Mit Gründung der Alabama Police Academy (heute Alabama Law Enforcement Agency’s Training Center) in 1953 wurde eine weitere Abteilung der Behörde etabliert.
Seit 2015 ist das Alabama Department of Public Safety Teil der neu gegründeten Alabama Law Enforcement Agency.

## Abteilungen

### Highway Patrol

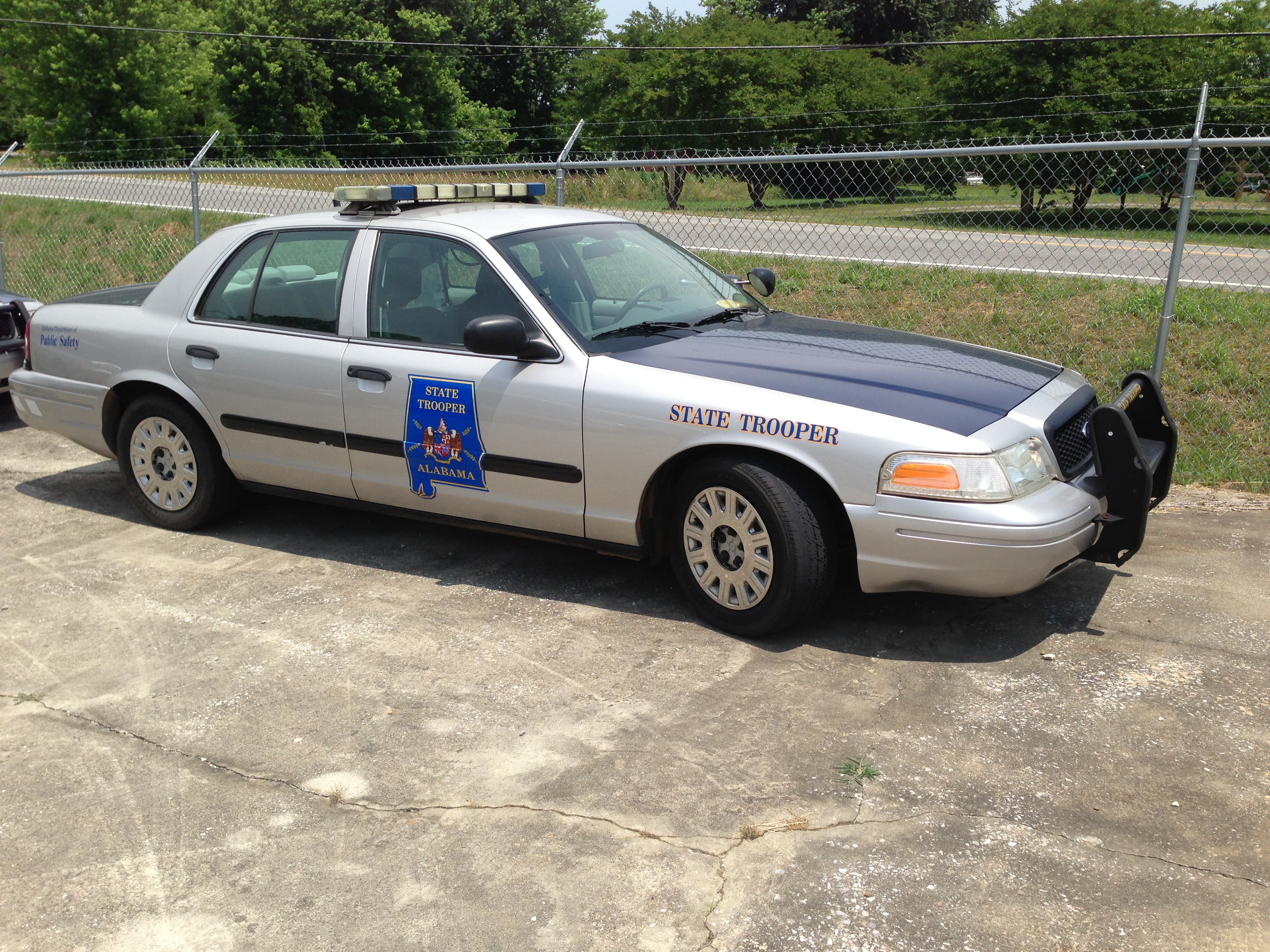
Einsatzfahrzeug der Alabama Highway Patrol

Die Alabama Highway Patrol (auch als State Trooper’s bezeichnet) ist als Staatspolizei für den Vollzug der Verkehrsgesetze Alabamas auf den Fernstraßen des Bundesstaates tätig. Sie beschäftigt 290 Polizisten (engl. (State) Trooper) und leidet Medienberichten zufolge unter 285 unbesetzten Stellen (Stand 2023).

### Marine Patrol
In der Marine Patrol sind insgesamt 44 Mitarbeiter (Stand 2023) beschäftigt, die für Überwachung der Wasserstraßen zuständig sind.